# Титово (посёлок, Пензенская область)
Тито́во — посёлок в Пачелмском районе Пензенской области России. Административный центр Титовского сельсовета.

## География
Посёлок находится в западной части Пензенской области, в пределах Приволжской возвышенности, в лесостепной зоне, при автодороге 58Н-268 и железнодорожной линии Моршанск — Пенза, на расстоянии примерно 22 км (по прямой) к юго-востоку от Пачелмы, административного центра района. Абсолютная высота — 256 м над уровнем моря.

### Климат
Климат характеризуется как умеренно континентальный, с холодной продолжительной зимой и тёплым летом. Среднегодовая температура воздуха — 3,6 — 3,8 °C. Средняя температура воздуха самого тёплого месяца (июля) — 19 °C (абсолютный максимум — 39 °C); самого холодного (января) — −12 °C (абсолютный минимум — −49 °C). Вегетационный период длится 145 дней. Среднегодовое количество атмосферных осадков варьируется от 460 до 480 мм, из которых большая часть выпадает в тёплый период. Снежный покров устанавливается в конце ноября и держится в течение 150 дней.

### Часовой пояс
Посёлок Титово, как и вся Пензенская область, находится в часовой зоне МСК (московское время). Смещение применяемого времени относительно UTC составляет +3:00.

## Население
| 1911  | 1926  | 1930  | 1939  | 1959  | 1970  | 1979  |
| ----- | ----- | ----- | ----- | ----- | ----- | ----- |
| 138   | ↗574  | ↘499  | ↗1606 | ↗2308 | ↘2193 | ↘1862 |
| 1989  | 1996  | 2002  | 2010  |       |       |       |
| ↘1730 | ↘1550 | ↘1406 | ↘1308 |       |       |       |

### Национальный состав
Согласно результатам переписи 2002 года, в национальной структуре населения русские составляли 82 % из 1406 чел.

## Известные уроженцы
Горшков Захар Ефимович (1910—2000) — советский хозяйственный и партийный деятель. Председатель колхоза имени Чапаева Медведевского района Марийской АССР (1958—1973). Кавалер ордена Ленина (1971). Член ВКП(б) с 1931 года. Депутат Верховного Совета Марийской АССР 6—7 созыва (1963—1971).

## Улицы
| - ул. 40 лет Победы, - ул. Железнодорожные дома, - ул. Калинина, - ул. Красный Октябрь, - ул. Ленина, - ул. Майская, | - ул. Молодёжная, - ул. Октябрьская, - ул. Первомайская, - ул. Почтовая, - ул. Свердлова, - ул. Советская, | - ул. Совхозная, - ул. Степная, - ул. Урицкого, - ул. Центральная, - ул. Школьная, - ул. Шоссейная. |